# Bart van Hintum
Bart van Hintum (ur. 16 stycznia 1987 w Oss) – holenderski piłkarz grający na pozycji obrońcy. Głównie grał jako środkowy obrońca, jednak grywał też jako lewy obrońca.

## Kariera klubowa
Bart van Hintum jest wychowankiem klubu TOP Oss, a później rozegrał w niej pięć sezonów w klubie seniorskim.
Znaczący w jego karierze był transfer do klubu PEC Zwolle, w którym rozegrał 133 mecze. To właśnie z tą drużyną osiągną największe sukcesy w swojej karierze. Udało mu się zdobyć trzy trofea: w 2012 Dutch second tier champion, w 2014 Puchar Holandii oraz w 2015 Superpuchar Holandii. Z tym klubem brał udział w rozgrywkach Ligi Europy.
W kolejnych latach zmieniał kluby, jednak nie osiągną z nimi sukcesów. Natomiast w 2022 powrócił do PEC Zwolle, a jego kontrakt obowiązuje do 30 czerwca 2023.